# Modri volujak
Modri volujak (lat. Anchusa azurea, sin. Anchusa italica), dvogodišnja biljka ili trajnica iz iz Europe (uključujući Hrvatsku), sjeverne Afrike i dijelova Azije: Kazahstan, Pakistan, Kirgistan, Uzbekistan. Uvezena je i u neke druge zemlje Azije, Afrike i Sjeverne Amerike.